# 大同盆地
大同盆地位于中国山西省北部、内外长城之间。为桑干盆地的西部，由桑干河及支流御河等切割黄土高原并冲击而成。盆地海拔1100米左右。农牧业发达，富矿产资源。